# گو یونفی
گو یونفی (انگلیسی: Guo Yunfei؛ متولد ۲۸ ژوئن ۱۹۹۱) یک زن تکواندوکار چینی است.